# Persone di nome Salvatore/Politici
| Questa pagina contiene informazioni ricavate automaticamente dalle voci biografiche con l'ausilio del template Bio e di un bot. L'aggiornamento è periodico e automatico e ricostruisce completamente la pagina. Se manca una persona in questa lista, sei pregato di non aggiungerla, ma accertati piuttosto che la sua voce biografica contenga il template Bio e che i dati anagrafici siano correttamente compilati. Se il template Bio manca, inseriscilo tu stesso o, in alternativa, metti l'avviso {{tmp\|Bio}} che ne segnala la mancanza. Se i dati riportati sono sbagliati, correggi direttamente la voce biografica; le modifiche saranno visibili in questa lista entro pochi giorni. Per chiarimenti vedi il progetto antroponimi. La lista contiene solo le 102 persone che sono citate nell'enciclopedia e per le quali è stato implementato correttamente il template Bio. Pagina aggiornata al 22 giu 2025. |

Questa è una lista di persone presenti nell'enciclopedia che hanno il nome Salvatore e sono politici.

## A(6)
- Salvatore Abbruzzese, politico italiano (Somma Vesuviana, n. 1950 - † 2025)
- Salvatore Adduce, politico italiano (Ferrandina, n. 1955)
- Salvatore Aldisio, politico italiano (Gela, n. 1890 - Roma, † 1964)
- Salvatore Allocca, politico italiano (Roma, n. 1947)
- Salvo Andò, politico e giurista italiano (Ionia, n. 1945)
- Salvatore Arena, politico e avvocato italiano (Bagnara Calabra, n. 1922 - Viterbo, † 2010)

## B(5)
- Salvatore Barberi, politico italiano (Buccheri, n. 1899 - † 1994)
- Salvatore Bellafiore, politico italiano (Marsala, n. 1923 - Marsala, † 2009)
- Salvatore Bruno, politico italiano (Trapani, n. 1917 - † 1963)
- Salvatore Buglio, politico italiano (Catania, n. 1951)
- Salvatore Buscemi, politico e giurista italiano (Messina, n. 1840 - Messina, † 1913)

## C(16)
- Salvatore Caiata, politico e imprenditore italiano (Potenza, n. 1970)
- Salvatore Campus, politico italiano (Oristano, n. 1931 - † 1987)
- Salvatore Capilungo, politico italiano (Lecce, n. 1928 - Lecce, † 2019)
- Salvatore Capone, politico italiano (Lecce, n. 1967)
- Salvatore Cara, politico italiano (Cagliari, n. 1902 - † 1988)
- Salvatore Cardinale, politico italiano (Mussomeli, n. 1948)
- Salvatore Caronna, politico italiano (Bad Säckingen, n. 1964)
- Salvatore Cherchi, politico italiano (Banari, n. 1950)
- Salvatore Chirolli, politico italiano (Foggia, n. 1936)
- Salvatore Cicu, politico italiano (Palermo, n. 1957)
- Salvatore Cintola, politico italiano (Partinico, n. 1941 - Palermo, † 2010)
- Salvatore Civita, politico italiano (Bari, n. 1938 - Andria, † 2008)
- Salvatore Coco, politico italiano (Catania, n. 1938)
- Salvatore Corallo, politico italiano (Siracusa, n. 1928 - Siracusa, † 2019)
- Salvatore Cottoni, politico e avvocato italiano (Sorso, n. 1914 - Pavia, † 1974)
- Salvatore Cuffaro, politico italiano (Raffadali, n. 1958)

## D(11)
- Salvatore D'Alia, politico italiano (Lipari, n. 1930 - Messina, † 2013)
- Salvatore De Matteis, politico e avvocato italiano (Galatina, n. 1912 - Casarano, † 1981)
- Salvatore De Meo, politico italiano (Fondi, n. 1971)
- Salvatore De Simone, politico italiano (Rossano, n. 1914 - † 1994)
- Salvatore Deidda, politico italiano (Cagliari, n. 1976)
- Salvatore Dell'Utri, politico italiano (Caltanissetta, n. 1923 - Caltanissetta, † 2011)
- Salvatore Di Benedetto, politico e partigiano italiano (Raffadali, n. 1911 - Raffadali, † 2006)
- Salvatore Di Maggio, politico italiano (Barcellona Pozzo di Gotto, n. 1960)
- Salvatore Di Marzo, politico e giurista italiano (Palermo, n. 1875 - Roma, † 1954)
- Salvatore Marcello Di Mattina, politico italiano (Taviano, n. 1970)
- Salvatore Distefano, politico italiano (Belpasso, n. 1933 - Catania, † 2023)

## F(7)
- Salvatore Fausto Fagone, politico italiano (Palagonia, n. 1932 - † 2014)
- Salvatore Ferrara, politico italiano (Cefalù, n. 1924 - Cagliari, † 1986)
- Salvatore Ferrigno, politico italiano (Carini, n. 1960)
- Salvatore Fitto, politico italiano (Maglie, n. 1941 - Latiano, † 1988)
- Rino Formica, politico italiano (Bari, n. 1927)
- Salvatore Forte, politico italiano (Baronissi, n. 1938)
- Salvatore Frasca, politico italiano (Cassano all'Ionio, n. 1928 - Cosenza, † 2021)

## G(6)
- Salvatore Gangitano, politico italiano (Canicattì, n. 1828 - Canicattì, † 1892)
- Salvatore Genova, politico e poliziotto italiano (Carini, n. 1947 - † 2023)
- Salvatore Giacalone, politico italiano (Mazara del Vallo, n. 1956)
- Salvatore Giuliano, politico italiano (Brindisi, n. 1967)
- Salvatore Greco, politico italiano (Bari, n. 1977)
- Salvatore Grillo, politico italiano (Caltagirone, n. 1945)

## I(3)
- Salvatore Iacolino, politico italiano (Favara, n. 1963)
- Salvatore Iacomino, politico italiano (Napoli, n. 1957)
- Salvatore Italia, politico e avvocato italiano (Palazzolo Acreide, n. 1896 - Roma, † 1954)

## L(7)
- Salvatore La Marca, politico italiano (Mazzarino, n. 1921 - Roma, † 1979)
- Salvatore Ladu, politico italiano (Olzai, n. 1945 - Cagliari, † 2017)
- Salvatore Lauricella, politico italiano (Ravanusa, n. 1922 - Palermo, † 1996)
- Salvatore Lauro, politico e armatore italiano (Ischia, n. 1951)
- Salvatore Leonardi, politico italiano (Catania, n. 1939)
- Salvo Lima, politico italiano (Palermo, n. 1928 - Palermo, † 1992)
- Salvatore Lombardo, politico e ex arbitro di calcio italiano (Trapani, n. 1948)

## M(10)
- Salvatore Magarò, politico italiano (Castiglione Cosentino, n. 1954)
- Salvatore Mannironi, politico italiano (Nuoro, n. 1901 - Nuoro, † 1971)
- Salvatore Margiotta, politico italiano (Potenza, n. 1964)
- Salvatore Mariconda, politico italiano (Santa Lucia di Serino, n. 1910 - † 1996)
- Salvatore Mazzaracchio, politico e giornalista italiano (San Paolo Albanese, n. 1934)
- Salvatore Meleleo, politico e medico italiano (Corigliano d'Otranto, n. 1929 - Roma, † 2018)
- Salvatore Messana, politico italiano (Caltanissetta, n. 1959)
- Salvatore Miceli, politico italiano (Canicattini Bagni, n. 1921 - Canicattini Bagni, † 2006)
- Salvatore Micillo, politico italiano (Villaricca, n. 1980)
- Dore Misuraca, politico italiano (Palermo, n. 1957)

## N(1)
- Salvatore Natoli, politico italiano (Gioiosa Marea, n. 1926 - Gioiosa Marea, † 2015)

## P(8)
- Salvatore Pagliuca, politico italiano (Muro Lucano, n. 1895 - † 1973)
- Salvatore Pellegrino, politico e sindacalista italiano (Maddaloni, n. 1922 - Maddaloni, † 2015)
- Salvatore Pennella, politico e ingegnere italiano (Benevento, n. 1899)
- Salvatore Perugini, politico italiano (Cosenza, n. 1951)
- Salvatore Piccolo, politico italiano (Brusciano, n. 1948)
- Salvatore Piccolo, politico e avvocato italiano (Brusciano, n. 1911 - Napoli, † 1984)
- Salvatore Piscitelli, politico e avvocato italiano (Acerra, n. 1965)
- Salvo Pogliese, politico italiano (Catania, n. 1972)

## R(7)
- Salvatore Ragno, politico italiano (Santa Teresa di Riva, n. 1934 - Roma, † 2010)
- Salvatore Raiti, politico e avvocato italiano (Catania, n. 1965)
- Salvatore Riela, politico italiano (Palermo, n. 1940)
- Salvatore Rindone, politico italiano (San Cono, n. 1924 - † 1994)
- Salvatore Riva, politico italiano (Sampierdarena, n. 1802 - Parma, † 1875)
- Salvatore Ruggeri, politico italiano (Muro Leccese, n. 1950)
- Salvatore Russo, politico italiano (Mazzarino, n. 1899 - Palermo, † 1980)

## S(6)
- Salvatore Sanfilippo, politico italiano (Chicago, n. 1907 - † 1972)
- Salvatore Sanfilippo, politico italiano (Siracusa, n. 1945)
- Salvatore Sanmartino, politico italiano (Canicattì, n. 1886 - Palermo, † 1969)
- Salvatore Sciascia, politico e dirigente d'azienda italiano (Moglia, n. 1943 - Milano, † 2024)
- Salvatore Sica, politico italiano (Marano di Napoli, n. 1928 - Marano di Napoli, † 2019)
- Salvatore Stornello, politico italiano (Ispica, n. 1924 - † 1997)

## T(4)
- Salvatore Tatarella, politico italiano (Cerignola, n. 1947 - Bari, † 2017)
- Salvatore Tomaselli, politico italiano (Francavilla Fontana, n. 1959)
- Salvatore Torrisi, politico italiano (Catania, n. 1957)
- Salvatore Toscano, politico italiano (Acireale, n. 1938 - † 1976)

## U(1)
- Salvatore Urso, politico e sindacalista italiano (Aci Sant'Antonio, n. 1925 - Aci Sant'Antonio, † 2017)

## V(4)
- Salvatore Varriale, politico italiano (Napoli, n. 1954)
- Salvatore Vigo Platania, politico, patriota e storico italiano (Acireale, n. 1784 - Palermo, † 1874)
- Salvatore Vizzini, politico italiano (Villalba, n. 1944 - Caltanissetta, † 2016)
- Salvatore Vozza, politico italiano (Castellammare di Stabia, n. 1953)